# Tatiana Encarnación
Tatiana Encarnación (ur. 28 lipca 1985 r. w San Juan) – portorykańska siatkarka, gra na pozycji przyjmującej. 
Obecnie występuje w drużynie Gigantes de Carolina.